# Église Saint-Jean de Dissay-sous-Courcillon
L'église Saint-Jean de Dissay-sous-Courcillon est une église située à Dissay-sous-Courcillon, dans le département français de la Sarthe.

## Historique
Le chœur est la partie la plus ancienne de l'édifice. Il date du XIIe siècle et est inscrit à l'inventaire supplémentaire des monuments historiques depuis le 4 février 1927. Les deux nefs sont des XIIIe et XIVe siècles.